# Barbara Miklič Türk

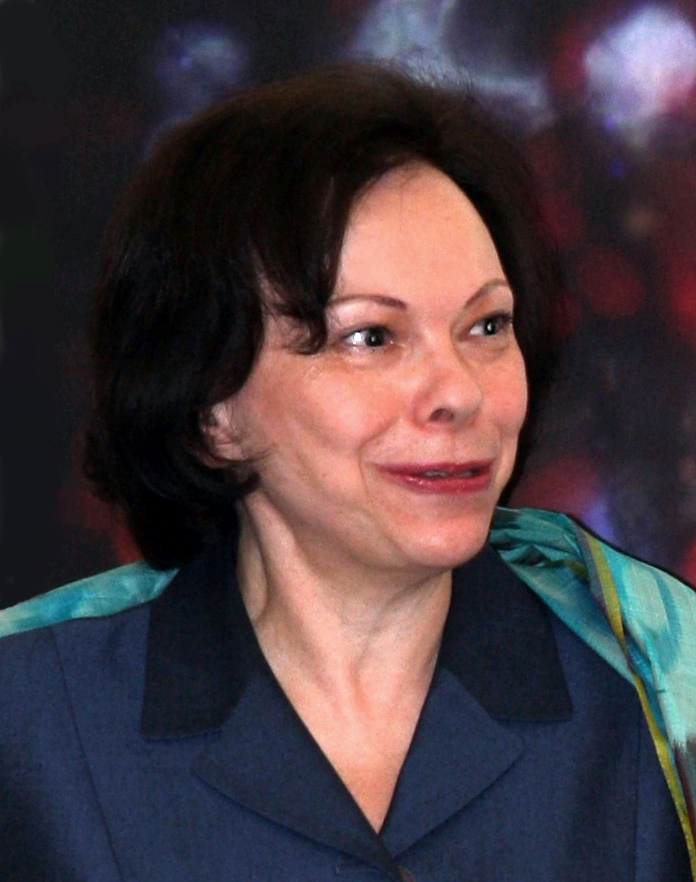
Barbara Miklič Türk (2009)

Barbara Miklič Türk (geborene Miklič; * 1948 in Ljubljana, Sozialistische Republik Slowenien) ist eine slowenische Politikerin (parteilos) und die Ehefrau von Danilo Türk. Als solche war sie zwischen dem 23. Dezember 2007 und dem 22. Dezember 2012 die dritte First Lady Sloweniens.

## Hintergrund
Miklič wurde 1948 in Ljubljana geboren. Ihr Vater war Bergmann und geophysikalischer Ingenieur, ihre Mutter war als Mikrobiologin tätig. Als Jugendliche lebte sie mit ihrer Familie im Sudan und besuchte dort eine katholische Schule. 1975 lernte sie Danilo Türk kennen, als er als Bibliothekar bei den Vereinten Nationen arbeitete. Das Paar heiratete ein Jahr später und bekam eine Tochter namens Helena (* 1980).

## Politische Karriere
Im Jahr 2006 wurde Barbaras Ehemann Danilo der dritte Präsident der Republik Slowenien und Barbara Miklič Türk damit zur First Lady. 2010 sagte Miklič Türk, dass ihre Rolle weniger klar definiert sei als die der First Lady der Vereinigten Staaten und hauptsächlich darin bestehe, ihren Mann bei Staatsgeschäften zu begleiten. 2008 nahm Miklič Türk am ersten Staatsbesuch von Elisabeth II. seit der Unabhängigkeit Sloweniens von Jugoslawien 1991 teil. Während des Besuchs sprach sie mit ihnen über Nichtregierungsorganisationen.
2010 war Miklič Türk Gastgeberin einer Konferenz für finnische Freiwilligenorganisationen im Bereich der Gesundheits- und Sozialfürsorge. 2011 nahm sie an der Eröffnung der Konzerthalle Harpa in Reykjavík teil. Während eines Staatsbesuchs des Emirs von Katar bereitete Miklič Türk einen Besuch der First Lady von Katar an der Universität von Ljubljana vor, um den Rektor zu treffen und über die Zusammenarbeit zwischen den Ländern zu sprechen.